# 大河北镇
大河北乡，是中华人民共和国辽宁省朝阳市凌源市下辖的一个乡镇级行政单位。

## 行政区划
大河北乡下辖以下地区：
南刘杖子村、杨树沟门村、庙北村、榆树沟村、大河北村、黄土梁子村、石洞沟村、魏杖子村、宋杖子村、瓦房村、西何杖子村和东山村。